# Lethe dura
Lethe dura är en fjärilsart som beskrevs av Marshall 1882. Lethe dura ingår i släktet Lethe och familjen praktfjärilar. Inga underarter finns listade i Catalogue of Life.

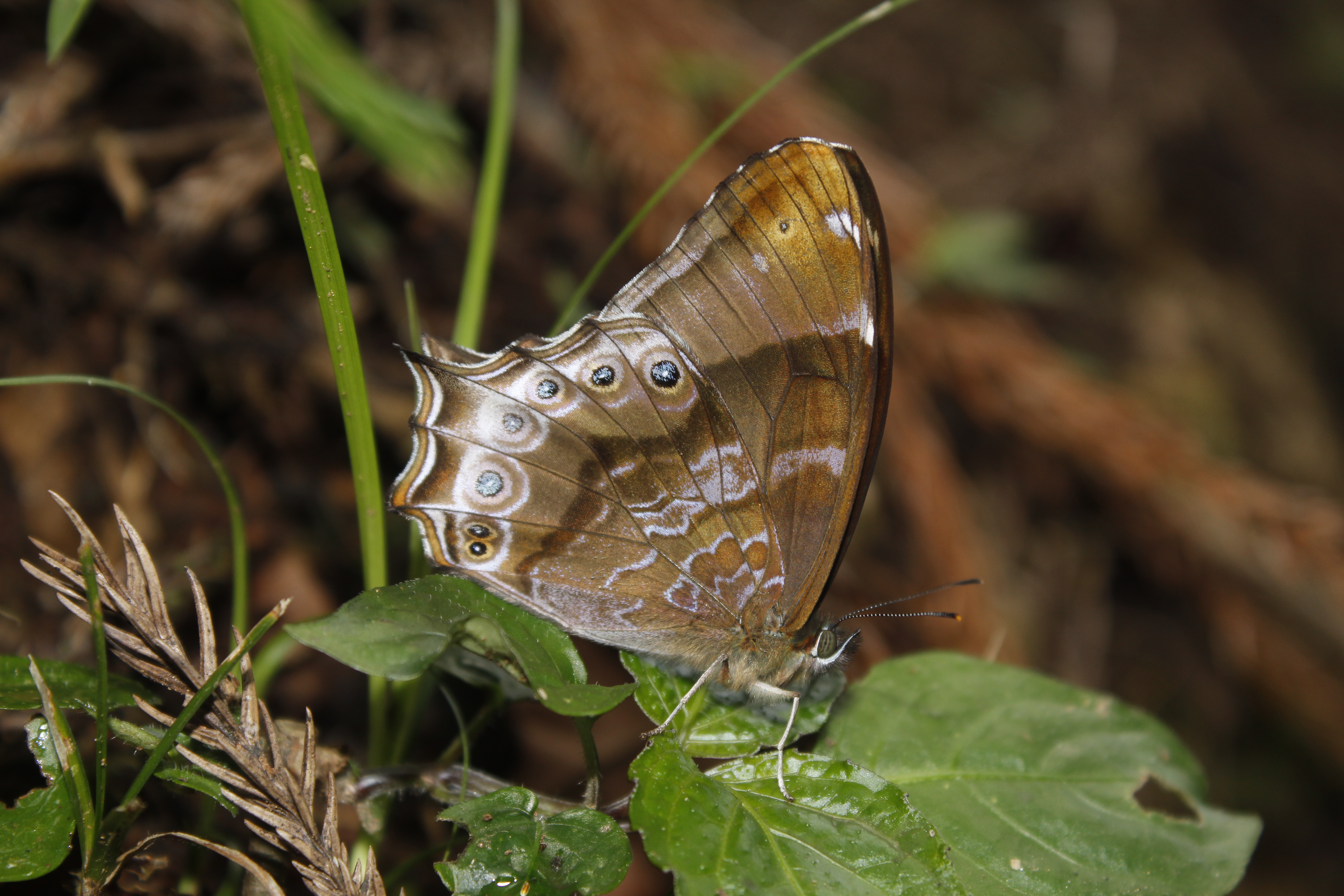
Close wing basking position of Lethe dura (Marshall, 1882) - Scarce Lilacfork